# Одсхерред (коммуна)
Одсхерред (дат. Odsherred Kommune) — датская коммуна (муниципалитет) в составе области Зеландия. Располагается на одноименном полуострове. Площадь — 355,3 км², что составляет 0,82 % от площади Дании без Гренландии и Фарерских островов. Численность населения на 1 января 2008 года — 33129 чел. (мужчины — 16583, женщины — 16546; иностранные граждане — 866).

## Название
Название Одсхерред происходит от средневекового названия района - Одс Херред (дат. Ods Herred). Слово "херред" означает сотня и им назывались средневековые датские административные единицы, входившие в состав амтов (графств).

## История
Коммуна была образована 1 января 2007 года в результате датской "Муниципальной реформы" (дат. Kommunalreformen). Согласно этой реформе, административное деление Дании было изменено: упразднено 13 графств и создано 98 муниципалитетов (дат. kommune).
В состав коммуны Одсхерред вошли следующие коммуны:
- Драгсхольм (Dragsholm)
- Нюкёбинг-Рёрвиг (Nykøbing-Rørvig)
- Труннхольм (Trundholm)

## Железнодорожные станции
- Аснес (Asnæs)
- Бьерресё (Bjerresø)
- Фёлленслев (Føllenslev)
- Гревинге (Grevinge)
- Хёйбю Шелланн (Højby Sjælland)
- Хёрве (Hørve)
- Нёрре Асминнруп (Nr.[Nørre] Asmindrup)
- Нюкёбинг Шелланн (Nykøbing Sjælland)
- Нюлед (Nyled)
- Соммерланн Шелланн (Sommerland Sjælland)
- Старреклинте (Starreklinte)
- Виг (Vig)

## Изображения

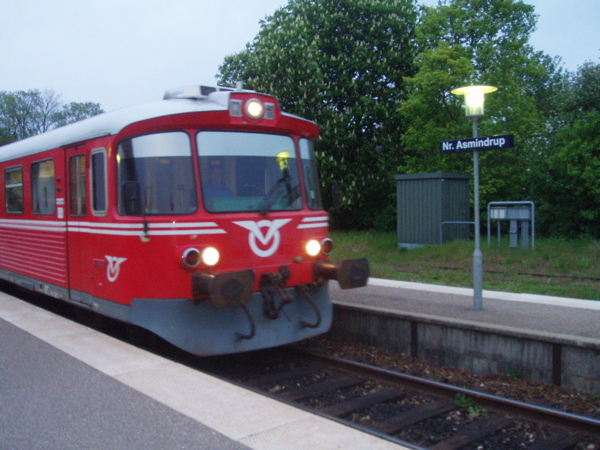
Нёрре Асминнруп
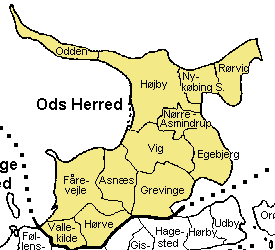